# Сценография
Сценографията е вид изобразително изкуство, свързано със зрителното оформяне на сцената посредством декори, костюми, бутафория, осветителна и постановъчна техника.
Възниква още в древността. Има изключително важно значение за пресъздаване на атмосферата на спектакъла и идейния замисъл на драматургията и режисурата - най-вече в театъра, но и в други сценични изкуства (във форми като пиеса, опера, мюзикъл, балет). Използва се също в телевизията, киното, шоуспектаклите.
Повечето от световните стилови направления в изобразителното изкуство намират отражение в сценичното оформление.
Сценографията е синтетично изкуство – включва елементи от архитектурата, приложно-декоративните изкуства, живописта, графиката и др. Сценографът е в тясно сътрудничество с режисьора на постановката.